# 901型综合补给舰
901型综合补给舰是中国人民解放军海军最新一代超大型远洋综合快速战斗支援舰。其补给设备较早期的903型综合补给舰有大幅度改进和性能提升，能给未来的中国航母舰队提供更加复杂情况下的补给任务。由于该级补给舰的最高航速达到25节，将可以伴随航母舰队灵活部署。
该型舰无论设计指标，还是技术性能，均在国际上的同类舰艇中位居一流。即便放眼全球，也仅有美国海军的“供应”级和“萨克拉门托”级快速战斗支援舰能与之平视。而考虑到供应级和萨克拉门托级如今都已是年逾数十的上一代舰艇，901型在外形设计和电子设备等方面又有着显著的后发优势，因此将其称之为目前全球最先进的综合补给舰也并不为过。
首舰“呼伦湖”号于2015年12月15日下水，2017年9月1日入役。

## 本级舰

### 呼伦湖号
首舰“呼伦湖”号于2015年12月15日下水。2017年9月1日，海军新型综合补给舰首舰呼伦湖舰入列命名授旗仪式在广州广船国际有限公司举行。海军司令员沈金龙出席仪式并致辞。呼伦湖号是901型综合补给舰首舰，舷号965。
2017年10月21日的卫星照片显示，呼伦湖舰已经与辽宁舰已经会合，共同停泊在某军港。这意味着自2012年9月服役以来，在长达5年时间里一直缺乏专用高速补给舰的辽宁舰航母编队，终于拥有了能伴隨长时间赴远洋巡航的初步戰鬥能力。
2018年4月12日，965号“呼伦湖”舰，参加了由48艘军舰组成的南海阅舰式；属于“航母打击梯队”，紧跟辽宁号航母之后亮相。